# Taperinha assurinia
Taperinha assurinia är en insektsart som beskrevs av Keti Maria Rocha Zanol 2004. Taperinha assurinia ingår i släktet Taperinha och familjen dvärgstritar. Inga underarter finns listade i Catalogue of Life.